# Governo Plenković III
Il Governo Plenković III è il 16º ed attuale governo della Croazia, in carica dal 17 maggio 2024. 
Esso, guidato come il precedente dal Presidente del Governo Andrej Plenković, si è formato in seguito al risultato delle elezioni parlamentari dello stesso anno.

## Storia

### Formazione
In seguito alle elezioni parlamentari, vinte dall’Unione Democratica Croata (HDZ), ma senza la maggioranza assoluta, fondamentale è divenuto il ruolo della formazione Movimento Patriottico (DPMŠ) che, con la sua solida rappresentanza parlamentare, avrebbe potuto permettere abbastanza agevolmente la formazione di un nuovo esecutivo.
Per questo motivo, dunque, subito dopo le elezioni, il Primo ministro si è presto mosso in tale direzione, avviando un tavolo negoziale proprio con il Movimento Patriottico (DPMŠ), con cui, alla fine, è stato raggiunto un accordo (da alcuni ritenuto controverso), in data 9 maggio.
Il giorno successivo, dunque, secondo la prassi costituzionale, una volta depositate 78 firme di parlamentari favorevoli alla nomina, ed ottenuto così il mandato di formazione di una maggioranza dal Presidente Zoran Milanović, sono stati avviati i preparativi in tal senso, recandosi il Premier presso il Sabor per ottenere la fiducia, dove, dopo dieci ore di dibattito, si è giunti all’approvazione della mozione con 79 favorevoli, 61 contrari ed 1 astenuto, permettendo così al governo, il 17 maggio, di entrare in carica con pieni poteri.

## Compagine di governo

### Appartenenza politica
L'appartenenza politica dei membri del Governo alla sua formazione è la seguente:
| Partito | Partito                                       | Presidente | Ministri | Sottosegretari | Totale |
| ------- | --------------------------------------------- | ---------- | -------- | -------------- | ------ |
|         | Unione Democratica Croata                     | 1          | 13       | 26             | 40     |
|         | Movimento Patriottico                         | -          | 3        | 9              | 12     |
|         | Indipendenti                                  | -          | 1        | 12             | 13     |
|         | Partito Social-Liberale Croato                | -          | -        | 2              | 2      |
|         | Partito Democristiano Croato                  | -          | -        | 1              | 1      |
|         | Partito Popolare Croato - Liberal Democratici | -          | -        | 1              | 1      |
| Totale  | Totale                                        | 1          | 17       | 51             | 69     |

### Provenienza geografica
La provenienza geografica dei membri del Governo alla sua formazione si può così riassumere:
| Regione                | Presidente | Ministri | Sottosegretari | Totale |
| ---------------------- | ---------- | -------- | -------------- | ------ |
| Città di Zagabria      | 1          | 2        | 4              | 7      |
| Spalatino-dalmata      | -          | 3        | 4              | 7      |
| Raguseo-narentana      | -          | 2        | 2              | 4      |
| Istriana               | -          | 1        | 2              | 3      |
| Osijek e Baranja       | -          | 1        | 2              | 3      |
| Litoraneo-montana      | -          | 1        | 1              | 2      |
| Karlovac               | -          | 1        | -              | 1      |
| Varaždin               | -          | 1        | -              | 1      |
| Sisak e Moslavina      | -          | 1        | 1              | 2      |
| Zaratina               | -          | 1        | 1              | 2      |
| Vukovar e Sirmia       | -          | -        | 4              | 4      |
| Krapina e Zagorje      | -          | -        | 2              | 2      |
| Virovitica e Podravina | -          | -        | 2              | 2      |
| Koprivnica e Križevci  | -          | -        | 1              | 1      |
| Lika e Segna           | -          | -        | 1              | 1      |
| Međimurje              | -          | -        | 1              | 1      |
| Požega e Slavonia      | -          | -        | 1              | 1      |

### Situazione parlamentare
| Camera | Collocazione     | Partiti | Seggi    |
| ------ | ---------------- | --- | -------- |
| Sabor  | Governo          | HDZ (58), DPMŠ (12) | 70 / 151 |
| Sabor  | Appoggio esterno | HSLS (2), HNS-LD (1), IND (5)                                                                                                | 8 / 151  |
| Sabor  | Opposizione      | SDP (37), M! (10), MOST (7), CENTAR-NPS (4), FOCUS-REP (3), HS-PiP (3), IDS-DDI-NH (3), HSS-GLAS-DO i SIP (3), SDSS-СДСС (3) | 73 / 151 |

## Composizione
| Presidenza del Governo                                        | Presidenza del Governo | Presidenza del Governo                                           | Presidenza del Governo                    | Presidenza del Governo |
| Carica                                                        | Titolare               | Titolare                                                         | Titolare                                  | Sottosegretari di Stato |
| ------------------------------------------------------------- | ---------------------- | ---------------------------------------------------------------- | ----------------------------------------- | --- |
| Presidente del Governo                                        |                        |                                                                  | Andrej Plenković (HDZ)                    | Carica non assegnata |
| Vicepresidenti del Governo                                    |                        |                                                                  | Tomo Medved (HDZ)                         | Carica non assegnata |
| Vicepresidenti del Governo                                    |                        | Davor Božinović (HDZ)                                            |                                           | Carica non assegnata |
| Vicepresidenti del Governo                                    |                        | Oleg Butković (HDZ)                                              |                                           | Carica non assegnata |
| Vicepresidenti del Governo                                    |                        | Ivan Anušić (HDZ)                                                |                                           | Carica non assegnata |
| Vicepresidenti del Governo                                    |                        | Branko Bačić (HDZ)                                               |                                           | Carica non assegnata |
| Vicepresidenti del Governo                                    |                        | Josip Dabro (DPMŠ)                                               |                                           | Carica non assegnata |
| Vicepresidenti del Governo                                    |                        | Marko Primorac (Indipendente di area HDZ)                        |                                           | Carica non assegnata |
| Ministeri                                                     |                        |                                                                  |                                           | |
| Ministri                                                      | Ministri               | Ministri                                                         | Ministri                                  | Sottosegretari di Stato |
| Veterani croati                                               |                        |                                                                  | Tomo Medved (HDZ)                         | - Zlatan Bašić (DPMŠ) - Darko Nekić (HDZ) |
| Affari interni                                                |                        |                                                                  | Davor Božinović (HDZ)                     | - Tomislav Bilandžić (DPMŠ) - Nevenka Lastrić-Đurić (HSLS) - Irena Petrijevčanin (HDZ)                                                                                       |
| Affari marittimi, trasporti e infrastrutture                  |                        |                                                                  | Oleg Butković (HDZ)                       | - Tomislav Mihotić (HDZ) - Josip Bilaver (HDZ) - Žarko Tušek (HDZ) |
| Difesa                                                        |                        |                                                                  | Ivan Anušić (HDZ)                         | - Drago Matanović (Indipendente) - Branko Hrg (HDS) |
| Edilizia, pianificazione territoriale e demanio               |                        |                                                                  | Branko Bačić (HDZ)                        | - Dunja Magaš (HDZ) - Željko Uhlir (HNS-LD) - Sanja Bošnjak (HDZ) - Domagoj Orlić (Indipendente) - David Vlajčić (DPMŠ)                                                      |
| Agricoltura, pesca e foreste                                  |                        |                                                                  | Josip Dabro (DPMŠ) Fino al 18/01/2025     | - Tugomir Majdak (HDZ) - Zdravko Tušek (HDZ) - Mladen Pavić (HDZ) - Marinko Beljo (DPMŠ)                                                                                     |
| Agricoltura, pesca e foreste                                  |                        | Tugomir Majdak (HDZ) (ad interim) Dal 18/01/2025 all’11/02/2025  |                                           | - Tugomir Majdak (HDZ) - Zdravko Tušek (HDZ) - Mladen Pavić (HDZ) - Marinko Beljo (DPMŠ)                                                                                     |
| Agricoltura, pesca e foreste                                  |                        | David Vlajčić (DPMŠ) Dall’11/02/2025                             |                                           | - Tugomir Majdak (HDZ) - Zdravko Tušek (HDZ) - Mladen Pavić (HDZ) - Marinko Beljo (DPMŠ)                                                                                     |
| Finanze                                                       |                        |                                                                  | Marko Primorac (Indipendente di area HDZ) | - Tereza Rogić Lugarić (Indipendente) - Stipe Župan (Indipendente) - Davor Zoričić (Indipendente)                                                                            |
| Affari esteri ed europei                                      |                        |                                                                  | Gordan Grlić-Radman (HDZ)                 | - Andreja Metelko-Zgombić (Indipendente) - Zdenko Lucić (HDZ) Delega al commercio estero e alla cooperazione allo sviluppo - Frano Matušić (HDZ) Delega agli affari politici |
| Economia                                                      |                        |                                                                  | Ante Šušnjar (DPMŠ)                       | - Ivo Milatić (HDZ) - Vedran Špehar (DPMŠ) - Goran Romek (HSLS) |
| Protezione ambientale e sviluppo sostenibile                  |                        |                                                                  | Marija Vučković (HDZ)                     | - Anja Bagarić (HDZ) - Željko Vuković (DPMŠ) |
| Giustizia, pubblica amministrazione e trasformazione digitale |                        |                                                                  | Damir Habijan (HDZ)                       | - Ivan Crnčec (Indipendente) - Sanjin Rukavina (HDZ) - Vedrana Šimundža-Nikolić (Indipendente) - Fadila Bahović (Indipendente)                                               |
| Scienza, istruzione e gioventù                                |                        |                                                                  | Radovan Fuchs (HDZ)                       | - Nikola Mrvac (DPMŠ) - Stipe Matić (HDZ) - Iva Ivanković (Indipendente) - Zrinka Mužinić Bikić (HDZ)                                                                        |
| Demografia ed immigrazione                                    |                        |                                                                  | Ivan Šipić (DPMŠ)                         | Carica non assegnata |
| Cultura e media                                               |                        |                                                                  | Nina Obuljen Koržinek (HDZ)               | - Krešimir Partl (HDZ) - Dražena Vrselja (DPMŠ) |
| Turismo e sport                                               |                        |                                                                  | Tonči Glavina (HDZ)                       | - Monika Udovičić (HDZ) - Josip Pavić (Indipendente) |
| Sviluppo regionale e fondi europei                            |                        |                                                                  | Šime Erlić (HDZ)                          | - Kristina Bilić (DPMŠ) - Zrinka Raguž (HDZ) - Domagoj Mikulić (HDZ) |
| Lavoro, sistema pensionistico, famiglia e politiche sociali   |                        |                                                                  | Marin Piletić (HDZ)                       | - Ivan Vidiš (HDZ) - Marija Pletikosa (HDZ) - Margareta Mađerić (HDZ) |
| Salute                                                        |                        |                                                                  | Vili Beroš (HDZ) Fino al 15/11/2024       | - Irena Hrstić (HDZ) Fino al 06/12/2024 - Marija Bubaš (Indipendente) - Tomislav Dulibić (HDZ)                                                                               |
| Salute                                                        |                        | Andrej Plenković (HDZ) (ad interim) Dal 15/11/2024 al 06/12/2024 |                                           | - Irena Hrstić (HDZ) Fino al 06/12/2024 - Marija Bubaš (Indipendente) - Tomislav Dulibić (HDZ)                                                                               |
| Salute                                                        |                        | Irena Hrstić (HDZ) Dal 06/12/2024                                |                                           | - Irena Hrstić (HDZ) Fino al 06/12/2024 - Marija Bubaš (Indipendente) - Tomislav Dulibić (HDZ)                                                                               |

### Esplicative
1. ↑  Cinque dei quali sono anche Vicepresidente del Governo.
2. 1 2 3  Uno dei quali è anche Vicepresidente del Governo.
3. 1 2 3 4 5  Ricopre anche la carica di Vicepresidente del Governo.
4. ↑  Di cui 4 rappresentanti delle minoranze.
5. ↑  Di cui un rappresentante delle minoranze.

### Bibliografiche
1. ↑   Il centrodestra ha vinto le elezioni in Croazia, ma non ha la maggioranza in parlamento, Il Post, 18 aprile 2024.
2. ↑   Croazia, l'HDZ vince le elezioni ma dovrà cercare alleati per continuare a governare il paese, Rai News, 18 aprile 2024.
3. ↑   Il contestato accordo di governo in Croazia tra centrodestra ed estrema destra, Il Post, 16 maggio 2024.
4. ↑   In Croazia il centrodestra proverà a formare un governo con l’estrema destra, Il Post, 9 maggio 2024.
5. ↑   A Plenkovic il mandato per formare il nuovo governo in Croazia, ANSA, 10 maggio 2024.
6. ↑   Croazia, votata la fiducia a nuovo governo Plenkovic, ANSA, 18 maggio 2024.